# Гжель (посёлок, Московская область)
Гжель — посёлок в Раменском городском округе Московской области. Население — 424 чел. (2010).

## Название
Название по расположению в местности Гжель.

## География
Посёлок Гжель расположен в северо-восточной части Раменского городского округа, примерно в 11 км к северо-востоку от города Раменское. Высота над уровнем моря 140 м. В 1 км к юго-западу от посёлка протекает река Гжелка. В посёлке 14 улиц. Ближайшие населённые пункты — посёлки комбината стройматериалов-1 и Гжельского кирпичного завода.

## История
Посёлок возник при станции Гжель, открытой в 1912 году.
В 1926 году станция Гжель и посёлок при ней входили в Речицкий сельсовет Гжельской волости Бронницкого уезда Московской губернии.
С 1929 года — населённый пункт в составе Раменского района Московского округа Московской области.
До муниципальной реформы 2006 года посёлок входил в состав Гжельского сельского округа Раменского района.
После в составе сельского поселения Гжельское.

## Население
| 1926 | 2002 | 2010 |
| ---- | ---- | ---- |
| 89   | ↗345 | ↗424 |

В 1926 году при станции проживало 89 человек (46 мужчин, 43 женщины), насчитывалось 21 хозяйство. По переписи 2002 года в посёлке проживало 345 человек (158 мужчин, 187 женщин).